# Jacques Bardoux
Achille Octave Marie Jacques Bardoux (ur. 25 maja 1874 w Wersalu, zm. 15 sierpnia 1959 w Saint-Saturnin) – francuski polityk, senator, deputowany.

## Działalność publiczna
W okresie od 30 października 1938 do 31 grudnia 1944 zasiadał w Senacie, a od 1945 do 1955 w Zgromadzeniu Narodowym reprezentując departament Puy-de-Dôme.
Jego ojcem był Agénor Bardoux, a wnukami bracia Valéry i Olivier Giscard d’Estaing.